# Plagionotus andreui
Plagionotus andreui är en skalbaggsart som beskrevs av Fuente 1908. Plagionotus andreui ingår i släktet Plagionotus och familjen långhorningar. Inga underarter finns listade i Catalogue of Life.